# 伊東良孝
伊東 良孝 （いとう よしたか、1948年〈昭和23年〉11月24日 - ）は、日本の政治家。自由民主党所属の衆議院議員（6期）、新しい地方経済・生活環境創生担当大臣、国際博覧会担当大臣、内閣府特命担当大臣（沖縄及び北方対策、消費者及び食品安全、地方創生、アイヌ施策）。
農林水産副大臣（第3次安倍第1次改造内閣・第4次安倍第2次改造内閣）、財務大臣政務官（第2次安倍内閣）、衆議院地方創生に関する特別委員長、同農林水産委員長、北海道議会議員（2期）、釧路市長（2期）、釧路市議会議員（3期）、自由民主党国会対策委員会副委員長、同党北海道支部連合会会長、同党北海道総合開発特別委員長、同党畜産・酪農対策委員長、同党政務調査会水産部会長、同党副幹事長などを歴任。

## 来歴
北海道旭川市生まれ。北海道釧路江南高等学校、1974年、北海道教育大学釧路分校卒業。大学では美術教諭の資格を取得しており、アマチュア画家でもある。その後、釧路パシフィックホテル取締役営業部長などを歴任した。中川一郎の後援会青年部で活躍し、中川の筆頭秘書であった同い年の鈴木宗男とも親しかった。中川の死後は鈴木宗男釧路後援会幹部となり、1985年（昭和60年）に釧路市議会議員選挙に出馬し初当選。以後3期連続当選。
1995年（平成7年）、北海道議会議員選挙に出馬し初当選。2002年まで道議を2期務める。自他共に認める鈴木宗男系列地方議員であったが、鈴木が自派勢力拡大のために、道議選で伊東と同じ選挙区に自身の腹心の秘書で、後に釧路市長となる蝦名大也を立候補させたため離反した。
2002年、釧路市長に初当選。2006年に再選。家庭ごみ回収有料化や阿寒町、音別町との合併などを実現した。

### 衆議院議員へ
2008年10月2日、次回衆議院議員総選挙に出馬するため、釧路市長を2期目の任期途中で辞職。
2009年の第45回衆議院議員総選挙に自由民主党公認で、北村直人が引退した北海道7区から出馬し、民主党の仲野博子を破って、還暦で初当選（仲野も比例復活）。同選挙における自民党唯一の北海道での小選挙区勝利であるとともに、2005年の第44回衆議院議員総選挙で民主党が勝利した選挙区から議席を奪った唯一の例である。9月17日に志帥会（伊吹派）に入会。落選した今津寛の後任の自民党北海道連会長に就任。
2012年の第46回衆議院議員総選挙で新党大地新人の鈴木貴子、民主党前職の仲野博子らを破り、再選（鈴木は落選したが、石川知裕の辞職に伴い繰り上げ当選）。選挙後に発足した第2次安倍内閣で財務大臣政務官に任命され、2013年（平成25年）9月まで務める。財務大臣政務官を退任後、自由民主党副幹事長に就任した。
2014年の第47回衆議院議員総選挙で民主党候補として出馬した鈴木貴子を破り3選（鈴木は比例復活）。鈴木との票差は225票と大接戦であった。
2015年10月、農林水産副大臣に就任。

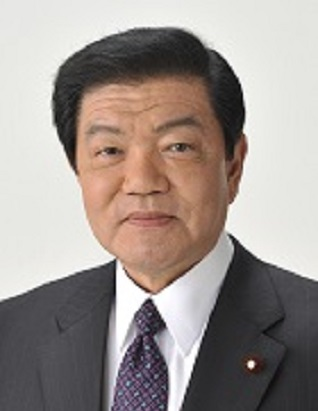
農林水産副大臣就任に際して公開された肖像写真

2017年8月、衆議院農林水産委員長に就任。同年10月の第48回衆議院議員総選挙で日本共産党の石川明美との一騎打ちを制して4選（前回の選挙で接戦になった鈴木貴子はこの選挙の直前に自由民主党に入党し比例代表に回り当選）。
2018年10月、自民党水産部会長に就任。
2021年10月31日、第49回衆議院議員総選挙においても小選挙区で勝利し、5選を果たした。
2023年3月20日、次期衆院選で比例名簿の上位に処遇されることを条件に、北海道7区への立候補を見送り比例に転出する意向を明らかにした。鈴木貴子が7区からの出馬を目指していることから「保守分裂を避けたい」と理由を語った。
2024年9月27日に行われた自由民主党総裁選挙では石破茂の推薦人を務め、勝利した石破茂は自由民主党総裁に就任。10月1日に発足した石破内閣において、内閣府特命担当大臣（沖縄及び北方対策、消費者及び食品安全、地方創生、アイヌ施策）、新しい地方経済・生活環境創生担当大臣、国際博覧会担当大臣として初入閣した。同年10月27日実施の第50回衆議院議員総選挙に比例北海道ブロックで立候補し当選した。同年11月11日に発足した第2次石破内閣においても留任。

## 政策・主張

### 憲法問題
- 憲法改正について、2012年のアンケートでは「賛成」と回答[15]。2017年、2021年のアンケートでは「どちらかといえば賛成」と回答[16][17]。
- 改正すべき項目として「自衛隊の保持を明記する」「家族の尊重や家族間の相互扶助に関する条項を新設する」「各都道府県から必ず1人は参議院議員を選出するよう明記する」「財政の健全性に関する条項を新設する」「緊急事態に関する条項を新設する」と主張[18]。
- 憲法9条への自衛隊の明記について、2021年のアンケートで「賛成」と回答[19]。
- 安全保障関連法の成立について、2017年のアンケートで「評価する」と回答[16]。
- 集団的自衛権の行使を禁じた政府の憲法解釈を見直すことに賛成[15]。
- 憲法への緊急事態条項の創設に賛成[20]
- 参議院議員通常選挙で隣接する県を一つの選挙区にする「合区」をなくすための憲法改正に賛成[20]。

### ジェンダー問題
- 選択的夫婦別姓制度の導入について、2017年のアンケートでは「どちらとも言えない」と回答[16]。2021年のアンケートでは「どちらかといえば賛成」と回答[17]。
- 同性婚を可能とする法改正について、2021年のアンケートでは「反対」と回答[19]。
- 「LGBTなど性的少数者をめぐる理解増進法案を早期に成立させるべきか」との問題提起に対し、「どちらともいえない」と回答[17]。
- クオータ制の導入について、2021年のアンケートで「反対」と回答[19]。

### その他
- 「他国からの攻撃が予想される場合には敵基地攻撃もためらうべきではない」との問題提起に対し、「どちらかといえば賛成」と回答[17]。
- アベノミクスについて、2017年のアンケートで「どちらかといえば評価する」と回答[16]。
- 安倍内閣による森友学園問題・加計学園問題への対応について、2017年のアンケートで「どちらとも言えない」と回答[16]。
- 「ドナルド・トランプ大統領を信頼できるか」との設問に対し、2017年の毎日新聞社のアンケートで「信頼できる」と回答[20]。
- カジノ解禁について、2017年の毎日新聞社のアンケートで「賛成」と回答[20]。
- 2013年11月26日、特定秘密保護法案の採決で賛成票を投じている[21]。
- 消費増税の先送りを評価する[16]。
- 安全保障関連法の成立を評価する[16]。
- 北朝鮮問題への取り組みをどちらかと言えば評価する[16]。
- 共謀罪法をどちらかと言えば評価する[16]。
- 財政再建のために歳出を抑えるのではなく、景気対策のために財政出動すべき[16]。
- 年金の給付水準が下がるのはやむをえない（マクロ経済スライドを参照）[20]。
- 高収入の一部専門職を労働時間規制から外す「高度プロフェッショナル制度」の導入に賛成[20]。
- 消費税率の10%への引き上げに賛成[20]。
- 普天間基地の辺野古への移設に賛成で、沖縄県が譲歩すべき（普天間基地移設問題を参照）[20]。
- 女性宮家の創設に反対[20]。

## 所属団体・議員連盟
- 日本・世界平和議員連合懇談会（幹事）
- 国際観光産業振興議員連盟（事務局次長）
- 神道政治連盟国会議員懇談会[22]

## 不祥事
- 2017年の第48回衆議院議員総選挙の公示から投開票日までの間、国の公共工事を受注していた地元の建設会社6社から計260万円の寄付を受けていたが、本人は「選挙に関しての寄付との認識はなく、国の公共工事を受注している会社からのという認識もなかった」と弁明した[23]。
- 第49回衆議院議員総選挙公示前の2021年9月に、国の公共工事を受注していた地元の会社から15万円の寄付を受けていた。全額を会社側に返金し「会社が国の工事を受注していたことを把握していなかった」と説明した。同社の会長は公職選挙法違反（特定寄付の禁止）の疑いで書類送検された[24]。2022年4月26日、釧路地方検察庁は会長を不起訴処分（起訴猶予）とした[25]。

## 人物
- 趣味は読書・旅行・音楽・スポーツ[26]。
- 座右の銘は「至誠天に通ず」 [26]。

### 統一教会との関係
- 2015年、地元・釧路市で開かれた、世界平和統一家庭連合（旧統一教会）関連団体が主催するイベントにで出席した。2022年、北海道テレビ放送の取材に「趣旨だけ取ればそんなおかしな話ではないと思いますけれどね。お金ももらってませんし」と説明した[27]。
- 2021年6月11日、旧統一教会の関連団体の天宙平和連合（UPF）が創設した世界平和国会議員連合の日本の議員連盟「日本・世界平和議員連合懇談会」に参加した[28]。伊東は同議連の幹事を務めたが[29]、北海道テレビ放送の取材に「統一教会系というイメージはもっていなかったですね。あれは世界平和を目指す国際的な議員連合だという趣旨で」と答えた[27]。

## 選挙歴
| 当落 | 選挙                     | 執行日         | 年齢 | 選挙区             | 政党       | 得票数    | 得票率 | 定数 | 得票順位 /候補者数 | 政党内比例順位 /政党当選者数 |
| ---- | ------------------------ | -------------- | ---- | ------------------ | ---------- | --------- | ------ | ---- | ------------------ | ---------------------------- |
| 当   | 1985年釧路市議会議員選挙 | 1985年10月13日 | 36   | ーー               | 自由民主党 | 3078票    | 2.42%  | 40   | 13/48              | /                            |
| 当   | 1989年釧路市議会議員選挙 | 1989年10月15日 | 40   | ーー               | 自由民主党 | 3310票    | 2.72%  | 40   | 7/46               | /                            |
| 当   | 1993年釧路市議会議員選挙 | 1993年10月17日 | 44   | ーー               | 自由民主党 | 2607票    | 2.54%  | 40   | 14/43              | /                            |
| 当   | 1995年北海道議会議員選挙 | 1995年4月9日   | 46   | 釧路市選挙区       | 自由民主党 | 1万4853票 | 15.68% | 4    | 4/6                | /                            |
| 当   | 1999年北海道議会議員選挙 | 1999年4月11日  | 50   | 釧路市選挙区       | 自由民主党 | 1万9676票 | 20.81% | 4    | 2/6                | /                            |
| 当   | 2002年旧釧路市長選挙     | 2002年12月15日 | 54   | ーー               | 無所属     | 3万9439票 | 58.11% | 1    | 1/3                | /                            |
| 当   | 2005年釧路市長選挙       | 2005年10月23日 | 57   | ーー               | 無所属     | ーー票    | ーー   | 1    | /                  | /                            |
| 当   | 第45回衆議院議員総選挙   | 2009年08月30日 | 60   | 北海道第7区        | 自由民主党 | 10万150票 | 49.70% | 1    | 1/3                | /                            |
| 当   | 第46回衆議院議員総選挙   | 2012年12月16日 | 64   | 北海道第7区        | 自由民主党 | 7万2945票 | 47.24% | 1    | 1/4                | /                            |
| 当   | 第47回衆議院議員総選挙   | 2014年12月14日 | 66   | 北海道第7区        | 自由民主党 | 7万2281票 | 45.88% | 1    | 1/3                | /                            |
| 当   | 第48回衆議院議員総選挙   | 2017年10月22日 | 68   | 北海道第7区        | 自由民主党 | 9万5200票 | 66.60% | 1    | 1/2                | /                            |
| 当   | 第49回衆議院議員総選挙   | 2021年10月31日 | 72   | 北海道第7区        | 自由民主党 | 8万737票  | 58.01% | 1    | 1/3                | /                            |
| 当   | 第50回衆議院議員総選挙   | 2024年10月27日 | 75   | 比例北海道ブロック | 自由民主党 | ーー票    | ーー   | 8    | /                  | 1/3                          |